# 상도면 (곡산군)
상도면(上圖面)은 1952년까지 황해도 곡산군에 있던 면(面)이다. 군의 서북부에 위치했으며 면적 220.17㎢, 인구 2,287명(1944년 기준)이었다. 소재지는 웅담리이다. 면은 대동강의 제2지류인 선암천(仙巖川)이 중앙부를 흐르며 크게 동부 산지와 서부 산지로 나뉜다.

## 자연
선암천(仙巖川)에 의해 동부와 서부 산지로 나뉘는데, 동부 산지에는 종석산(鐘石山, 1,273m)·노고산(老姑山, 1,181m), 서부 산지에는 증봉산·기추봉(騎騶峰, 1,142m) 등 높은 산이 솟아 있다. 상도면 대이에는 금강산과 비슷한 절경이 있어 ‘곡산금강(谷山金剛)’이라 부른다.

## 역사
1952년 12월 군면리 대폐합에 따라 상도면은 황해북도 신평군으로 편입되었다. 상도면의 웅담리와 장암리를 병합하여 황해북도 신평군 석암리를 신설했다.

## 행정구역
- 웅담리(熊潭里)
- 대동리(大同里)
- 방동리(坊洞里)
- 장암리(將巖里)
- 지경리(地境里)
- 희업리(希業里)

## 참고자료
1. ↑  “한국민족문화대백과사전, 곡산군 (谷山郡), 읍·면”. 2024년 6월 14일에 확인함.
2. ↑  “한국민족문화대백과사전, 하람산 (霞嵐山)”. 2024년 6월 14일에 확인함.
3. ↑  “황해북도 신평군 개요”. 2024년 6월 14일에 확인함.